# Уран, Мустафа Хильми
Мустафа Хильми Уран (тур. Mustafa Hilmi Uran, 1886 — 21 октября 1957) — турецкий политик и государственный деятель.

## Биография
Родился в 1886 году в Бодруме. Окончил Мектеб-и-мюлькие (позднее стал одним из факультетов Анкарского университета). После этого был назначен каймакамом Менемена и Чешме. Входил в состав Османского парламента. После создания Турецкой республики с 1927 по 1950 годы был членом Великого национального собрания.
В 1930-33 годах был министром общественных работ, в 1938-39 — министром юстиции
, в 1943-46 — министром внутренних дел.
Являлся активным членом Республиканской народной партии. В 1947 году поддерживал умеренное крыло РНП, занимал должность главы партии Исмета Инёню. После поражения партии на парламентских выборах в 1950 году прекратил политическую деятельность и написал мемуары «Многие воспоминания о конституционной монархии, однопартийном режиме и многопартийном режиме, 1908—1950: мемуары» (тур. Meşrutiyet, tek parti, çok parti hatıralarım, 1908–1950: anı), изданные лишь в 2008 году.
Умер 21 октября 1957 года.